# Convento de San Vítores (Fresno de Río Tirón)
El convento de San Vítores de Fresno de Río Tirón es un monasterio dominico originario del año 1464 y situado en el municipio de Fresno de Río Tirón.  Ha tenido importancia histórica por albergar las reliquias de San Vítores. Actualmente los pueblos que pertenecen a la fundación de San Vítores cada año acuden en romería en su memoria.

## Historia
San Vítores o también conocido como San Vítores De Cerezo fue un sacerdote nacido en la localidad de Cerezo De Río Tirón cuando en el siglo IX. Los musulmanes le cortaron la cabeza obrando el milagro de mantenerse con vida hasta días después de la decapitación.  El cuerpo fue enterrado en una cueva de Cere y ahzoí se levantó una ermita. Dada su fama, en 1464 el Condestable de Castilla mandó construir un convento, en el que habitaron los predicadores hasta 1551. En 1556 el edificio fue entregado a los franciscanos, y en 1625 lo modificaron permaneciendo en él hasta 1824. Cuando lo abandonaron, el ayuntamiento de Fresno pidió trasladar las reliquias al ayuntamiento. El 11 de septiembre del 1916 se abrió el arca para identificar los huesos que quedaban. 100 años después, se volvió a abrir y se volverá a abrir cada 100 años como una tradición. Actualmente el convento no está habitado.

## Arquitectura
La iglesia tiene una planta de cruz latina. Es de estilo barroco, el crucero es de estilo neoclásico, cubierto por una cúpula, con imágenes de santos importantes para la comarca.  En la nave derecha, hay un sepulcro gótico de san Vítores, y los restos están en un arca en el retablo mayor. Por fuera la fachada forma un conjunto de volúmenes con diferentes alturas, cubiertos por ladrillos. Posee una espadaña con dos vanos.

## Conservación
En 2005 fueron rehabilitados partes que estaban en mal estado. Entre 2015 y 2017 se arregló la capilla gracias a la asociación “Pueblos de San Vítores”.